# Por ella soy Eva
 (срп. Због ње сам Ева) мексичка је хумористичка теленовела, продукцијске куће Телевиса, снимана 2012.

## Синопсис
Хуан Карлос Кабаљеро, познатији као „Неустрашиви Хуан“, потпуни мачо мушкарац, познати заводник и бескрупулозни пословни човек, сазнаје да је Елена Морено препрека да он дође до места у управном одбору једне важне фирме у земљи, јер она са својом малом фирмом представља огромну конкуренцију на конкурсу.
Стога јој се он одлучује наругати, приближити јој се, постати њен пријатељ, завести је и постати њен љубавник, како би украо информације које ће му помоћи да дође до свог циља. Али након што је упознао Елену и учинио је жртвом велике преваре, схвата да све његове предрасуде о њој уопште нису тачне. Открије величанствену жену у њој, паметну особу, вредну поштовања и дивљења.
За Плутарка Рамоса, једног од директора фирме, информација коју је Хуан украо од Елене је кључ који му отвара врата слободе (да напусти своју супругу), будући да постаје већински власник велике компаније и може се препустити уживању са својом љубавницом, заводљивом Ребеком. Он представи себе као власника идеје, Хуан Карлоса представи као лопова, не само да је украо идеју од Елене, већ и да је спремио огромну суму новца у свој џеп, и као да је то мало, вођен љубомором планира да га убије, јер је Хуан Карлос спавао са Ребеком, женом коју он заиста воли.
Хуан Карлос одлучи признати све Елени и открити јој своје праве намере, али Плутарко га предухитри и каже Елени своју верзију, па Елена повређена и дубоко разочарана презре човека који ју је завео и преварио и њу и њеног сина, не подносећи начин на који јој је срушио снове. Њена велика љубав претвара се у огромну мржњу.
Хуан Карлос, видевши да је Елени срушио и приватни и пословни живот, одлучи поправити оно што је урадио и тражи било какав начин да врати њену љубав и куне се да ће открити ко му је поставио замку.
У међувремену, Плутарко одлучи да је најбоља особа да води пројекат који је украо и прилагодио, нико други до управо зачетница: Елена. Нуди јој посао, који она прихвати јер јој је потребан. Елена затражи да јој доведу и асистента и јасна је у својим ставовима пред шефовима: то мора бити жена, јер она не жели радити са мушкарцима који су јој толико зла нанели.
Хуан Карлос сазна за овај захтев, и схвата да је то једини начин да дође до Елене којој жели све објаснити и заштити је, а ако буде могуће и поново освојити њено срце. Велики заводник, пословни човек и мачо МУШКАРАЦ, који је увек понижавао и омаловажавао жене, нема другог излаза него глумити да је ЖЕНА, да би испунио заклетву коју је себи дао.
„Неустрашиви Хуан“, експерт за скидање блузи, сукњи и женских чарапа, сад мора научити како да их облачи. Пун храбрости, заборавиће на страх и упркос контрадикторности, повући ће херојски потез, достојан сваког мушкарца - постаће жена ради љубави.
Тако ће дати живот „Еви Леон“, уседелици од 55 година, жени која на себи нема ништа привлачно, обичној, повученој жени. Ући ће у женски свет, сигуран да може с њиме да се носи, без замисли шта се све дешава на непознатим теренима, као што су женски тоалет, сауна или полице женских продавница…

## Глумачка постава

### Главне улоге
| Глумац:     | Улога:                                                |
| ----------- | ----------------------------------------------------- |
| Лусеро      | Елена Морено Ромеро                                   |
| Хаиме Камил | Хуан Карлос Кабаљеро Мистрал Ева Марија Леон Харамиљо |

### Споредне улоге
| Глумац:              | Улога:                   |
| -------------------- | ------------------------ |
| Маријана Сеоане      | Ребека Оропеса           |
| Марсело Кордоба      | Плутарко Рамос Ариета    |
| Патрисија Навидад    | Мими де ла Роса          |
| Елена Рохо           | Еухенија Мистрал         |
| Летисија Пердигон    | Силвија Ромеро де Морено |
| Мануел Охеда         | Едуардо Морено           |
| Карлос Браћо         | Модесто Кабаљеро         |
| Хесус Оћоа           | Адриано Рејес            |
| Едуардо Сантамарина  | Дијего Фонтикода         |
| Карлос де ла Мота    | Сантијаго Ескудера       |
| Фердинандо Валенсија | Ренато                   |
| Пабло Валентин       | Фернандо Контрерас       |
| Тијаре Сканда        | Марсела Контрерас        |
| Мануела Имас         | Патрисија Лорка          |
| Луис Мануел Авила    | Онесимо Гарза            |
| Габријела Самора     | Анхелика Ортега          |
| Кристина Пастор      | Антонија Рејес           |
| Фабиола Гвахардо     | Паола                    |
| Жералдин Галван      | Џенифер Контрерас        |
| Данијел Диас де Леон | Кевин Контрерас          |
| Николас Кабаљеро     | Едуардо Лалито Морено    |
| Присила Авељанеда    | Веро                     |
| Ивоне Гарса          | Синди                    |
| Марисол Кастиљо      | Жаклин                   |
| Далила Поланко       | Лусија Зарате            |